# Caulibugula zanzibarensis
Caulibugula zanzibarensis är en mossdjursart som beskrevs av Campbell Easter Waters 1913. Caulibugula zanzibarensis ingår i släktet Caulibugula och familjen Bugulidae. Inga underarter finns listade i Catalogue of Life.